# Économie de l'Amérique du Nord
Les pays d’Amérique du Nord sont en grande majorité des pays démocratiques. Les trois principaux pays sont fortement intégrés économiquement grâce à l’Accord de Libre-Échange Nord-Américain (ALENA) entrée en vigueur en 1994.
Les États-Unis et le Canada sont des pays prospères, libéraux, situés à la frontière technologique, qui connaissent un taux de chômage faible et un niveau de vie élevé.
Le Mexique fait partie de l’OCDE, mais son niveau de vie est plus faible que ses voisins du Nord.
Les îles de la mer des Caraïbes vivent essentiellement du tourisme, de l’exportation de fruits exotiques ; certaines sont des centres d'expatriation fiscale.

## Histoire

### Les années folles
À la suite de la Première Guerre mondiale, la majorité des pays vivent alors des années de prospérité sociale et économique. Ce phénomène mondial entraîna plusieurs avantages aux pays de l'Amérique du Nord. Nous pouvons par exemple citer l'apparition de publicités massives qui causa un très bon roulement économique.

### Grande dépression
À la suite des années folles, un drame économique se prépare tranquillement : le Jeudi noir. Ce  
krach brutal entraîna plus tard une forte hausse du taux de chômage dans les pays industrialisés, dont l'Amérique du Nord. À la suite de l'extraordinaire chute de prix et ventes d'actions, plusieurs compagnies font alors faillite.
Aux États-Unis, les ventes diminuent de 37 % entre 1929 et 1934, et de 43 % au Canada durant la même période. En 1933, l'économie est à son point le plus faible. Par contre, durant le début de la Seconde Guerre mondiale, la forte demande de matériel militaire cause la fin de la Grande Dépression économique.
À la suite de cet événement, le gouvernement décida de toucher l'économie du continent plus amplement. Les États-Unis et le Canada décidèrent, par ce fait même, d'implanter un système d'assurance chômage.

### Seconde Guerre mondiale
Durant la Seconde Guerre mondiale, la plupart des hommes s'enrôlent dans l'armée, tandis que les manufactures accueillent à bras ouverts les femmes. Auparavant, ces différents emplois étaient fermés à celles-ci, mais la forte demande de matériels et le départ des employés masculins causa une grande ouverture. Justement, le besoin de travailleurs supprima presque entièrement le chômage en Amérique du Nord, mais il y eut, par contre, un grand rationnement des biens chez les citoyens.

### États-Unis-Canada:  Accord de libre échange et ALENA
L'accord de libre échange Canada-États-Unis de 1989 et l'extension ultérieure de l'ALENA, déclencha une incroyable augmentation des échanges entre ces trois pays, avec les échanges commerciaux du Mexique, des États-Unis et du Canada. Environ 85 % des exportations canadiennes en 2006 ont été dirigées vers les États-Unis.

## Accords commerciaux

### Coopération économique pour l'Asie-Pacifique
La Coopération économique pour l'Asie-Pacifique soit par l'acronyme anglais APEC, est un groupe du Pacific Rim (discussion entre pays dans le but d'améliorer la conjoncture économique ainsi que les liens politiques). Cette coopération a mis sur pied plusieurs objectifs, lesquels visent à libéraliser les échanges et les investissements en réduisant les tarifs entre zéro et cinq pour cent. Cela est fait dans les territoires de l'Asie-Pacifique pour l'économie industrielle (2010), ainsi que pour le développement économique (2020).
L'organisation a des membres des quatre continents, certains de l'Amérique du Nord comme le Canada, le Mexique et les États-Unis.